# Гафанья-да-Назарэ
Гафанья-да-Назарэ (порт. Gafanha da Nazaré) — район (фрегезия) в Португалии, входит в округ Авейру. Является составной частью муниципалитета Ильяву. Находится в составе крупной городской агломерации Большое Авейру. По старому административному делению входил в провинцию Бейра-Литорал. Входит в экономико-статистический субрегион Байшу-Воуга, который входит в Центральный регион. Население составляет 14 021 человек. Занимает площадь 15,65 км².
Покровителем района считается Дева Мария (порт. Nossa Senhora da Nazaré).
Район основан в 1910 году